# Teufel von Loudun
Die Angelegenheit um die sogenannten Teufel von Loudun oder auch die Besessenen von Loudun war eine von Kardinal Richelieu in den 1630er Jahren gegen den katholischen Priester Urbain Grandier, Pfarrer der Kirche Sainte Croix in Loudun im Bistum Poitiers in Frankreich, eingeleitete Hexenverfolgung.

## Geschichte
1632 beschuldigten die Nonnen des Klosters der Ursulinen von Loudun den Priester Urbain Grandier, von ihm verhext worden zu sein. Dieser hatte ein ungestümes Pamphlet gegen Richelieu gerichtet und widersetzte sich standhaft der von diesem verlangten Zerstörung der Stadtmauern. Auf Verlangen von Richelieu wurde ein Hexenprozess gegen ihn eingeleitet, man nahm zahlreiche Teufelsaustreibungen an den Nonnen vor, und am 18. August 1634 wurde Urbain Grandier zum Tode verurteilt, gefoltert und verbrannt.
Wichtige Aufschlüsse über die Ereignisse liefern die Memoiren der Nonne Jeanne des Anges bzw. Johanna von den Engeln (Madame de Beclier), die erstmals 1866 auf Französisch unter dem Titel Autobiographie d’une Hystérique Possédée erschienen.

## Bücher, Filme und Vertonungen

### Belletristik
- Willibald Alexis: Urban Grandier oder die Besessenen von Loudun. Roman. 1843.
- Eyvind Johnson: Träume von Rosen und Feuer (Drömmar om rosor och eld). 1949.
- Aldous Huxley: Die Teufel von Loudun (The devils of Loudun). 1952.

### Musik
Oper
- Krzysztof Penderecki: Die Teufel von Loudun Oper in drei Akten. Nach The Devils of Loudun von Aldous Huxley in der Dramatisierung von John Whiting. Mainz, London u. New York, B. Schott's Söhne, (1969). Unter Benutzung der deutschen Übertragung von Erich Fried. Textbuch. Edition Schott 6356. (Die Oper entstand als Auftragsarbeit der Hamburgischen Staatsoper.)

Anderes
- Untoten: Die Nonnen von Loudun (Doppelalbum von 2007)
- Schloss Tegal: The Brides of Loudun (vom Album The Soul Extinguished)

### Film und Fernsehfilm
- Mutter Johanna von den Engeln (dt.) bzw. Mother Joan of the Angels (engl.) ist der Name für den polnischen Film Matka Joanna od aniolów von Jerzy Kawalerowicz (1961)
- Die Teufel (dt.) bzw. The Devils (en.) (1971) von Ken Russell
- Les mystères de Loudun (1976) von Gérard Vergez,